# Isadora
Isadora är en brittisk biografisk dramafilm från 1968 i regi av Karel Reisz. Filmen handlar om den firade amerikanska dansaren Isadora Duncan. I huvudrollerna ses Vanessa Redgrave, James Fox och Jason Robards.
Vanessa Redgrave nominerades till en Oscar för bästa kvinnliga huvudroll för sin insats i filmen.

## Rollista i urval
- Vanessa Redgrave - Isadora Duncan
- John Fraser - Roger
- James Fox - Gordon Craig
- Jason Robards - Singer
- Zvonimir Crnko - Sergey Esenin (krediterad som Ivan Tchenko)
- Vladimir Leskovar - Bugatti
- Cynthia Harris - Mary Desti
- Bessie Love - Mrs. Duncan
- Tony Vogel - Raymond Duncan
- Libby Glenn - Elizabeth Duncan
- Ronnie Gilbert - Miss Chase
- Wallas Eaton - Archer
- Nicholas Pennell - Bedford
- John Quentin - Pim
- Christian Duvaleix - Armand
- Pauline Collins - flicka bakom Isadora på café (ej krediterad)